# Ōarai
 (décembre 2024).
Si vous disposez d'ouvrages ou d'articles de référence ou si vous connaissez des sites web de qualité traitant du thème abordé ici, merci de compléter l'article en donnant les références utiles à sa vérifiabilité et en les liant à la section « Notes et références ».
Ōarai (大洗町, Ōarai-machi) est un bourg du district de Higashiibaraki, dans la préfecture d'Ibaraki, au Japon[réf. nécessaire].

## Géographie

### Démographie
Au 1er octobre 2019, la population d'Ōarai s'élevait à environ 15 992 habitants répartis sur une superficie de 23,19 km2[réf. nécessaire].

## Personnalités
La ville d'Oarai est depuis longtemps célèbre en tant que destination touristique et les bains de mer étaient populaires. Le nombre de baigneurs diminue chaque année, mais pendant les vacances, il y a toujours beaucoup de gens visitant les restaurants gastronomiques de fruits de mer, l'aquarium et le Isosaki Shrine (en)[réf. souhaitée].
- Shinobu Sekine (1943-2018), judoka, champion olympique en 1972, est né à Ōarai[réf. nécessaire].
- Les personnages principaux de l'animé japonais Girls und Panzer sont originaires d'Ōarai[réf. nécessaire].

## Culture Populaire
Les personnages principaux de l'animé japonais Girls un Panzer sont originaires d'Ōarai, ils font tous partis de l'école pour filles d'Ōarai "大洗女子学園", parfois nommé Oorai dans l'animé[réf. nécessaire].
On retrouve aussi à Ōarai une galerie nommée "OARAI GARUPAN Gallery" qui expose et vend des produits dérivés en rapport avec l'animé[réf. nécessaire].
On retrouve aussi partout dans Ōarai des références à l'animé Girls und Panzer comme des posters, des bus à l'effigie des personnages, il y a devant la gare d'Ōarai une affiche de bienvenue avec les 5 personnages principaux ("Miho Nishizumi", "Yukari Akiyama", "Hana Isuzu", "Saori Takebe" et "Mako Reizei") de l'animé présents dessus, on y retrouve aussi d'autres boutiques ou cafés mettant en avant l'animé[réf. nécessaire].